# Coussarea cerroazulensis
Coussarea cerroazulensis là một loài thực vật có hoa trong họ Thiến thảo. Loài này được Dwyer & M.V.Hayden mô tả khoa học đầu tiên năm 1966.